# Lactura anthina
Lactura anthina is een vlinder uit de familie van de Lacturidae. De wetenschappelijke naam van de soort is voor het eerst geldig gepubliceerd in 1916 door Durrant.